# کداک ایزی‌شر سی‌ایکس۴۲۳۰
کداک ایزی‌شر سی‌ایکس۴۲۳۰ (به انگلیسی: Kodak EasyShare CX4230) یک دوربین عکاسی ساخت شرکت کداک است.